# Самусь, Василий Максимович
Васи́лий Макси́мович Саму́сь (25 декабря 1848 (6 января 1849) (в некоторых источниках указан 1852 год), Санкт-Петербург — 24 ноября (7 декабря) 1903, Санкт-Петербург) — академический певец (баритон), драматический актёр, вокальный педагог. Известен также под сценическим псевдонимом Максимов. Выступал в качестве певца, актёра и чтеца-декламатора.

## Биография
Родился в обедневшей дворянской семье в Петербурге. Там же учился в консерватории, педагог — Камилло Эверарди. Ещё будучи студентом Санкт-Петербургской консерватории, начал сценическую деятельность. Окончил консерваторию в 1876 или 1878 году и остался в ней работать помощником у своего учителя Эверарди.
Камерный репертуар: «Бегство в Египет» (сольные партии) Г. Берлиоза, оратория «Иоанн Дамаскин» Б. Фитингофа-Шеля, «Легенда о св. Елизавете» Ф. Листа, фрагменты из «Дон Жуана» (музыка Э. Направника по драматической поэме А. Толстого), отрывки из опер «Троянцы» Г. Берлиоза, «Мелузина» И. Гофмана, сцены из «Фауста» Р. Шумана, романсы А. Рубинштейна и Н. Римского-Корсакова (композитор посвятил Василию Самусю романс «Искусство»).
Одновременно служил драматическим актёром на сцене Александринского театра, где дебютировал в начале 1880-x годов под псевдонимом Максимов в роли Холмина в спектакле «Блуждающие огни».
По окончании Петербургской консерватории и до конца жизни стал там же преподавать сольное пение. Сначала как помощник основного преподавателя. С 1886 профессор Петербургской консерватории. С 1889 по личному настоянию А. Рубинштейна работал также инспектором классов пения. С 1890 года заведовал классом декламации для певцов.
Среди учеников: П. Андреев, В. Анненков, С. Габель, И. Горди, И. Григорович, Л. Донской, Е. Конча, Е. Коссецкая, А. М. Лабинский, Я. Медведев (сын М. Медведева), Б. Мезенцов (обучался в классе по декламации), К. Михайлов-Стоян, Д. Мирская, О. Святловская, С. Тамарова, Н. Унковский, Н. Фигнер.
Умер в 1903 году в Санкт-Петербурге. Похоронен на Литераторских мостках Волковского кладбища.